# ポール・ボー

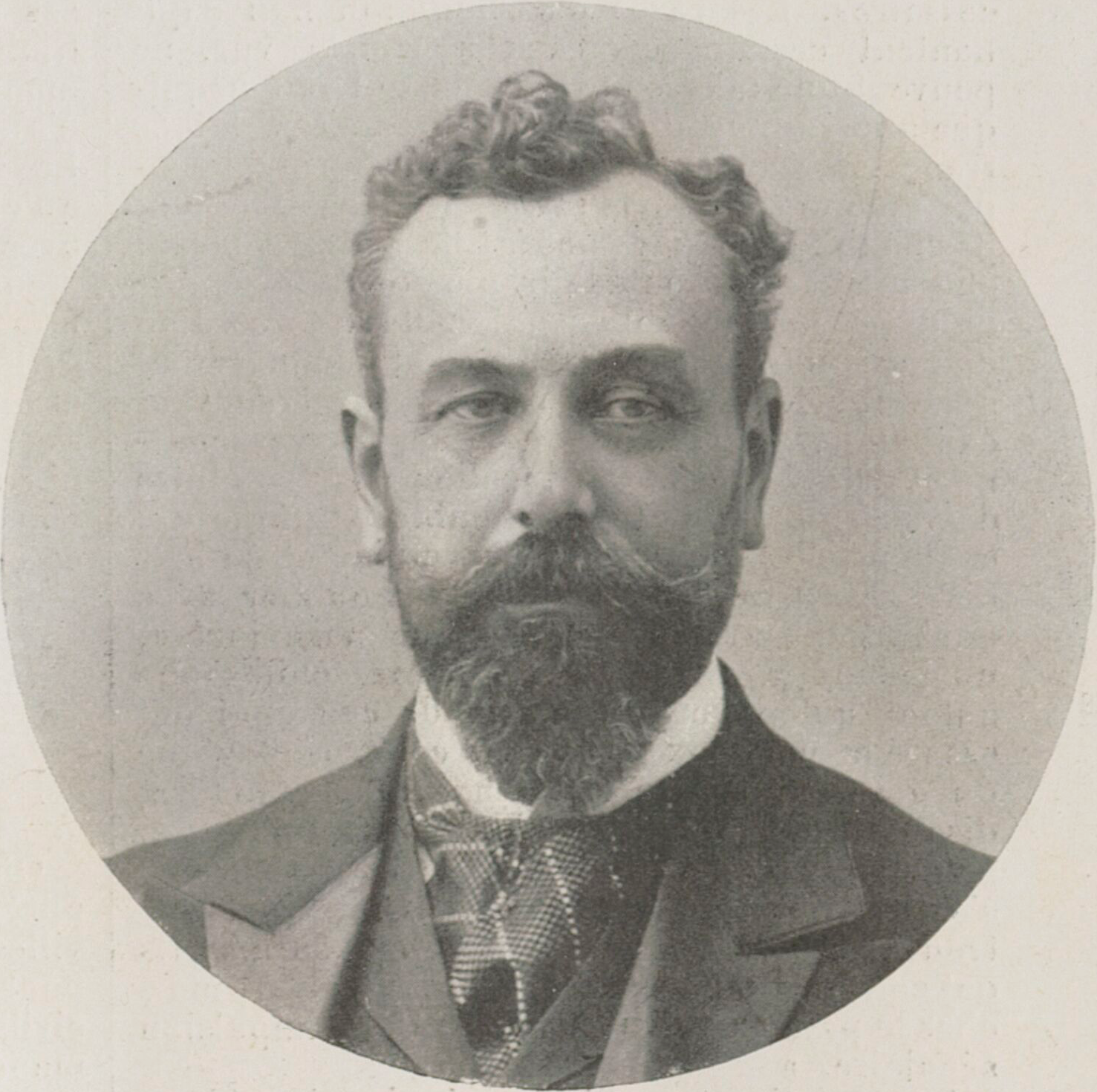
ポール・ボー

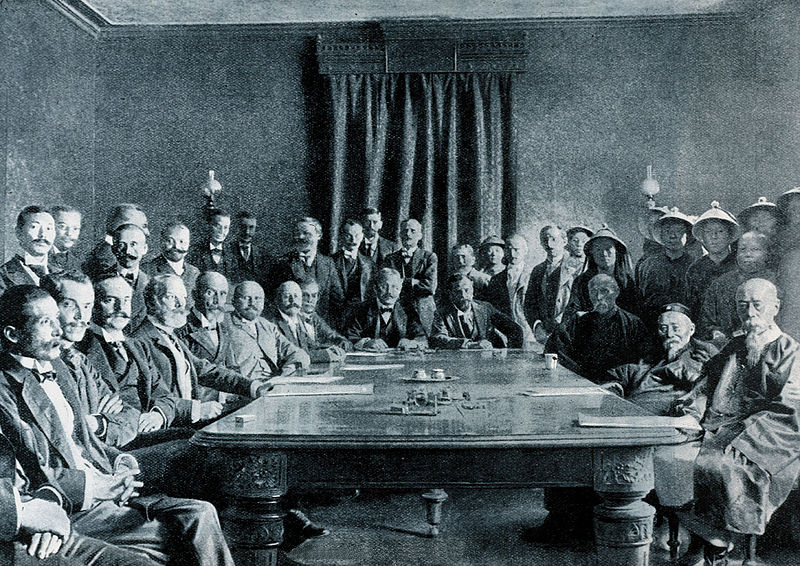
辛丑条約（北京議定書）締結時の集合写真。正面右の卓上に右肘をついている人物がポール・ボーである。

ポール・ボー（仏: Paul Beau、1857年1月26日 - 1926年2月14日）は、フランスの外交官、政治家。義和団事件における清国との講和交渉にフランス全権として赴く。1902年から1908年までフランス領インドシナ総督を務めた。それまでの植民地経営を転換し、行政組織の変革、インフラ投資を行った。1911年から駐スイス大使。第一次世界大戦の戦後処理交渉でもフランス代表として意見を述べた。

## 生涯

### 家族と教育
ジャン・バティスト・ポール・ボーは、シャラント＝マリティーム県メディス出身の遠洋航路船の船長を父とし、ボルドーに生まれる。法律を学び、資格を取得した。

### 初期の外交キャリア (1880-1901)
1880年5月にフランス外務省の官房に「配属認可」されて、ポール・ボーの外交キャリアが始まった。この「配属認可 « attaché autorisé »」は、正式の資格を持って外務省の職員になったのではなく、彼に外務省官房による（配属の）認証が下りて職員になったことを意味する。当時はシャルル・ド・フレシネが首相であった。フレシネは穏健な共和主義者であった。フレシネの支持により若き配属職員ポール・ボーの一連の出世に利便が図られた。
当初ポール・ボーは中央行政か内閣官房で働き、この時期の見事な働きぶりのおかげで、見かけ以上に政治的な指導力があることを示すことができた。1883年の初めにジュール・フェリーが首相になると、ボーはシャルマン＝ラクール外相の官房に「配属認可」職員として再任される。同年11月にフェリーが外交問題の指揮を執ったときには、「配属 « attaché »」の肩書を得た（1884年1月）。1887年6月、エミール・フルーラン外相のもとで昇進し、« attaché payé »となった。
1888年12月28日に、ローマのクイリナーレ宮の三等秘書官の候補として名前が挙がり、外交官になる道筋が立ったが、この予定は少々延期された。結局1889年7月に学士院の職員としてポール・ボーはパリへ戻り、1891年4月にフレシネの新内閣の下で外相を務めるアレクサンドル・リボーの官房に入った。1892年11月、外相の政務室長となり、1893年2月には二等秘書官となった。
ガブリエル・アノトーが1894年5月31日に外相に就任してからは、さらなる昇進の機会を得た。1895年11月1日に政府が瓦解するまで、外務省の長官補佐に就任した。のちに最も信頼の厚い政友の一人となるレオン・ブルジョワが外務に当たることになり、このときの1896年4-5月、ポール・ボーは一時的に外務省の長官となった。
その一方で、ボーは前年までに「常設研修委員会 « commission permanente du stage »」の一員となっていた。この委員会は、第三共和政において初めて設置されたものであり、外交官の質の確保を目的として、外交官候補に成果を互いに競わせるものである。この委員会は誰を加入させて誰を加入させないかを決定する決定機関となり得たため、ある種の "cooptation" として生き残っていた。"cooptation" とは現会員が新規会員を指名する組織のことを指す。ボーはこの委員会に1900年4月まで参加したが、自分の考えを新しく入れるようなことなく今まで通りの基準で外交官を選んだ。確かに、共和制が確立するにしたがって新しい団体が現れていた。前時代の保守的貴族階級の富裕層から共和思想を受け継いだ専門職階層こそがポール・ボーを輩出した階層である。
テオフィル・デルカッセの外相就任時の1898年7月、秘書局の人事課課長に任命されたが、1901年3月に外務省の支持を得て、ポール・ボーは外務畑に戻った。

### 極東での任務 (1901-1908)

#### 中国 (1901-1902)
1900年6月から8月の間、大清帝国の首都北京で義和団事件（欧米では「北京の55日」の名で呼ばれることもある）が勃発。事件発生当時の駐清国フランス大使、ステファン・ピションを引き継いで、ポール・ボーはフランスの全権特使として清国へ派遣された。
彼はまた、義和団事件を最終的に解決させるための賠償交渉時にもフランスを代表して事に当たり、この目的は1901年9月7日に清国と欧米列強とが友好的な関係を正式に再開させるための条約が調印されるに至って達成された（北京議定書）。この条約で清国は、4億5千万両（テール）もの膨大な賠償金の支払いを準備することとなった。賠償金のうち2億6500万両がフランスの取り分である。また、清国はこれ以来、外国勢力の支配下に置かれる外交特区の創設を認めることともなった。この特区の中において、外国の軍隊は防衛力を恒久的に維持する権利まで有し、また、特区内を排他的に支配することも認められた。この日を境に、中国が欧米列強及び日本により分割されることが現実味を帯びてきた。
ポール・ボーはこの清国との交渉ののちの1902年7月に、フランスに帰国した。

#### インドシナ総督 (1902-1908)

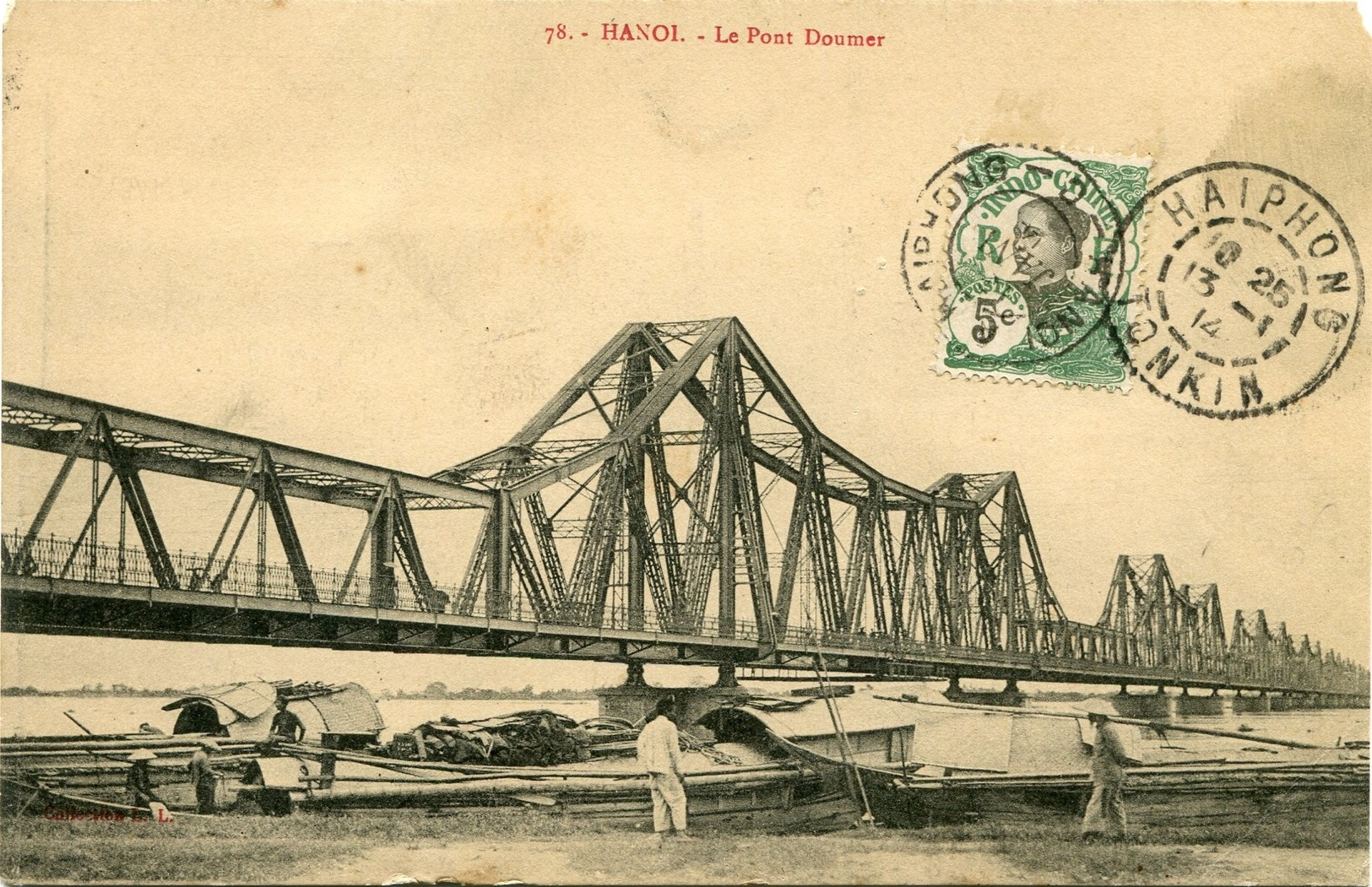
ドゥメール橋はハノイの都市化の象徴となった。21世紀現在は、ロンビエン橋と名前を変えて残っている。

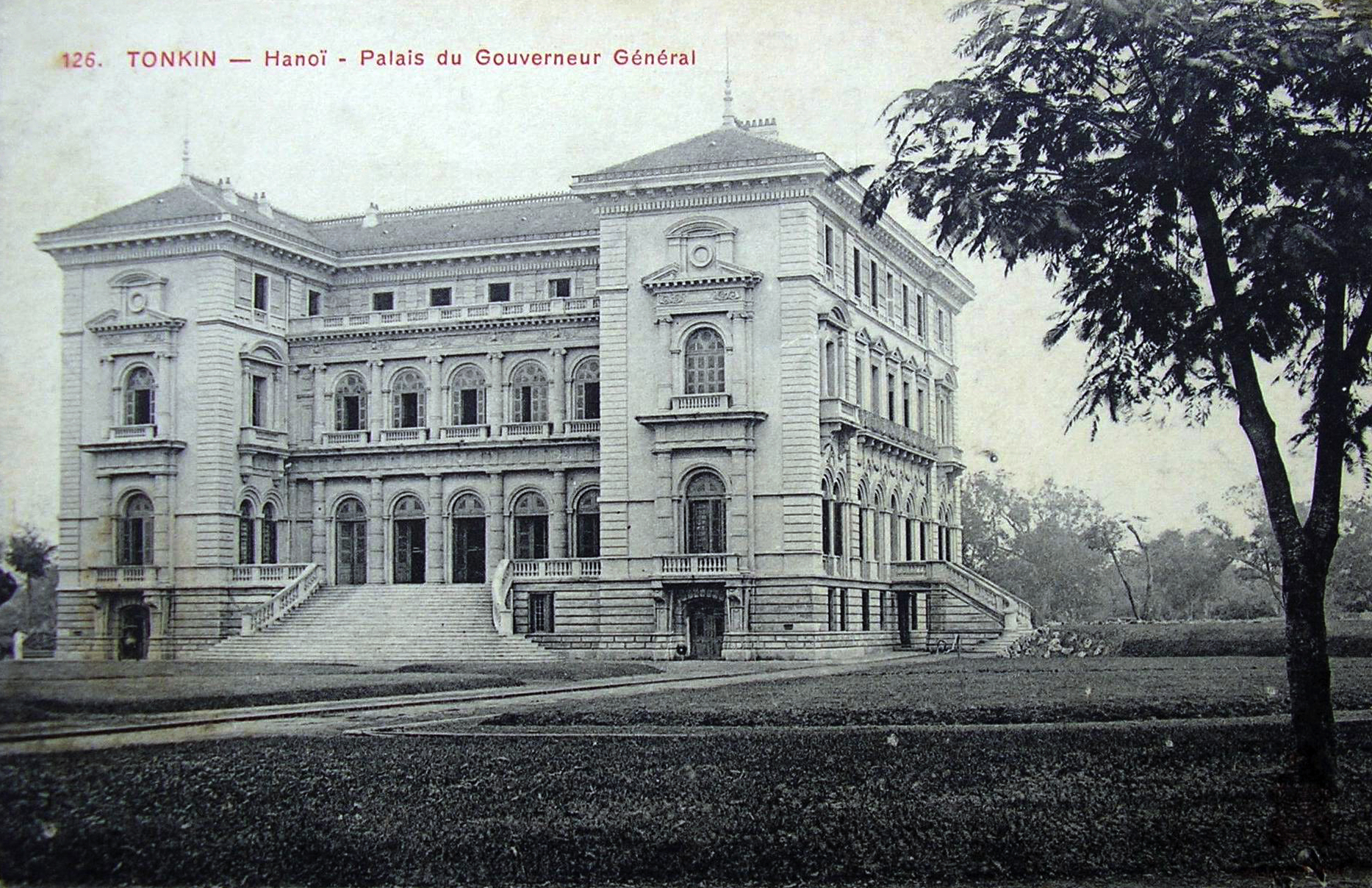
ハノイの総督府宮殿（21世紀現在の大統領宮殿 (ハノイ)）

当時の外相テオフィル・デルカッセは植民地において自分の意のままに働く総督を望み、デルカッセの支持を受けて1902年10月、ポール・ボーはフランス領インドシナ総督（東洋総統全権大臣）に任命された。ボーがフランス領インドシナに到着した1903年2月28日は、前総督ポール・ドゥメールの名前を冠したハノイの「ドゥメール橋」開通の日でもあった。「成泰帝臨席のもと、二人の総督はたくさんの群集を前にものものしく振舞い、このフランス植民地の傑作は見る者を魅了した」と当時の新聞記者は伝えている。
1901年に近々発足する新しい総督府の面々が会合を持った。この会合で次期総督ポール・ボーは、自らの植民地経営の理念を「世界規模の政策」と呼び、フランスが植民地の未来を「世界規模の政策 « politique mondiale »」へと導いていかなければならない、とした。そして、この世界観は各植民地からそれぞれの土地が供出しうるものを供出できるだけ搾り取ろうとする単純な考え方よりもはるかに野心的である、とした。前総督ドゥメールは後者の単純な植民地経営モデルに基づいて、常にヨーロッパ人支配地域の最大化を図った。ボーによる政策転換は、フランス植民地の経済発展に有利に働いたが、発展の道筋から外れた土着の人々にはごくわずかな恵みしか、もたらすことがなかった。
それでもこの路線は、首相デルカッセと、1905年から海外県海外領土省大臣となったエティエンヌ・クレメンテルに支持されたため、ボーは関連政策の立案を求めた。ボーはある意味で、この戦略が海外植民地を精神的に征服することになると考えていた。植民地体制の濫用と戦うことで、土着の人々がその土地で活躍する機会を増やすことができる。現地人の雇用が促進される間に、教育網と公衆衛生が向上する。このようにして1906年にポール・ボーは、統治技術を学ばせるために40人の儒教知識人をフランスに留学させる制度、「インドシナの恒久なる使命 « mission permanente indochinoise »」を創設した。
この全般的な政策は、ボー総督が確信に基づいて擁護する共和思想を植民地にも移入しようという強い意思の表れであったが、比較的に成果に乏しいものとなった。また、この政策はインドシナ在住のヨーロッパ人、特に多くの事業に携わる地域エリートの怒りを買った。この改革が彼らの植民地におけるアドバンテージを脅かすものとして捉えられたためである。強固な反対派となった彼らは、パリの有力な支持者らに利益を供与することにってポール・ボーを1908年9月にインドシナから追い出すことに成功した。

### ヨーロッパ諸国の大使歴任 (1908-1921)
インドシナ赴任の終了によってポール・ボーの政策が否定されたわけではないことは、彼が短期間の休暇を挟んでまもなく、ブリュッセルにフランス代表として派遣されたことでわかる。ところがブリュッセルでは、保守的なカトリック主義に固まった上流階級になじむのに苦労することとなった。独り身の、世俗主義者若しくはプロテスタントといったポール・ボーの人物像が障壁となって、課せられた任務に見合っただけの成果を得ることができなかった
。
ボーはブリュッセルの大使館で3年間を過ごし、その間、1907年に亡くなったロヴァンジュール子爵から提供されたブリュッセル中心部の敷地に、新しい大使館を建設した。設計はフランスの建築家ジョルジュ・シュダンヌが行った。こうしてブリュッセルの近代化に後々まで残る貢献を果たしたのち、1911年7月、駐スイス大使に任命され、ベルンに赴任した。第一次世界大戦の勃発はスイスで知ることとなった。スイス連邦は中立国であったため、交戦国同士が接触しうる特権的な場となり、スイス自身も紛争当事国となるべきかならぬべきかで揺れていた。
フランス本国から通常の指示を受けたものではなかったが、ボーはスイスの新聞に寄稿してフランスへの支持を世論に訴えかけた。その内容は1915年11月にアリスティード・ブリアンに説明したものであるが、フランスの意見をこの国に広めて「魅力の中心」を作り上げることで、当地のフランス語話者地域で好意的に受け止められていたドイツのプロパガンダに対抗しようとするものであった。また、外交手腕もないわけではなく、スイスの歴代首相と良好な関係を保つことができた。特に、戦争により交易が途絶えた際にはスイスの物資を供給してもらうことを彼らに約束させた。
1915年12月、ボーは有名な大佐事件が起きることを知り、スイス連邦が三国協商側に戻ってくるか、少なくとも中立を維持する可能性が高くなることがわかった。大使館の調査室から情報を得て、フランス人は、スイス軍（実際にはドイツ語を話す二人の将校であった。）がオーストリア大使館とドイツ大使館に、三国協商軍、特にロシア軍の情報を常時もたらしていることを速やかに暴露した。醜聞の発覚をうまく利用してフランス人は、スイスと中欧の二つの帝国との離間に成功した。
フランス政府に対して便宜を図る約束が得られる兆しがある中、ポール・ボーは1918年2月まで職責を全うした。後任のスイス大使は、ピション内閣で外相を務めたポール・デュタスタが務めた。

### 国際連盟 (1921-1925)
停戦と、それに続く条約交渉ののち、ヴェルサイユ条約により新たに創設された国際連盟に1921年から1925年まで派遣された。常設委任委員会においてフランスを代表し、戦勝国によって戦後の処理がどのように行われるべきであるか意見を述べた。戦後のこの期間、ポール・ボーは、シャラント＝マリティーム県で地元のために働くことにも喜びを見出し、故郷ソジョンの県議会議員になった。
1926年2月14日、パリのオデオン街オノレ＝シュヴァリェ通り3の自宅で亡くなった。墓所はペール・ラシェーズ。

## 著書
- Situation de l'Indo-Chine de 1902 à 1907, M. Rey, Saigon, 1908.

## 栄典
- Officier d’académie en juillet 1889
- Légion d'honneur : chevalier le 31 juillet 1894, officier le 17 juillet 1900, commandeur le 20 octobre 1905, grand officier en mars 1910.